# Henotesia comorensis
Henotesia comorensis är en fjärilsart som beskrevs av Charles Oberthür 1916. Henotesia comorensis ingår i släktet Henotesia och familjen praktfjärilar. Inga underarter finns listade i Catalogue of Life.